# Font de Mates
La Font de Mates és una font del terme municipal de Sarroca de Bellera, al Pallars Jussà, dins del territori del poble de Xerallo.
Està situada a 1.365 m d'altitud, a tocar del límit occidental del terme municipal, prop del termenal amb el Pont de Suert (antic terme de Viu de Llevata, a migdia del Tossal Gros i al nord del Coll d'Art.